# Elisa Pizzini
Elisa Pizzini (Verona, 21 gennaio 2005) è una tuffatrice italiana.
Nel 2015, dopo aver iniziato la propria carriera sportiva con la ginnastica artistica sino ai dieci anni, ha intrapreso la carriera tuffistica prima a Bolzano, poi a Verona (sua città natale, dal 2017 al 2019) e, infine, tra Bergamo e Milano. Nel 2023 si è trasferita a Roma per allenarsi presso il Centro di preparazione olimpica "Giulio Onesti". Attualmente è un'atleta allenata da Benedetta Molaioli per il C.C.Aniene e le Fiamme Gialle.

## Carriera

### Nazionale giovanile
Ai Campionati europei giovanili di tuffi 2021 di Fiume, nella categoria B vince la medaglia d'oro nel trampolino da 1 metro e 3 metri, oltre che un argento nel sincro 3 metri.
Ai Campionati mondiali giovanili di tuffi 2021 di Kiev, nella categoria B vince la medaglia d'argento nel trampolino da 1 metro, il bronzo da 3 metri e un altro bronzo nel sincro da 3 metri.
Ai Campionati europei giovanili di nuoto/tuffi 2022 di Otopeni, nella categoria A vince la medaglia d'oro nella prova a squadre Jump Event, mentre a livello individuale vince la medaglia d'argento nel trampolino 3 metri e quella di bronzo nel trampolino 1 metro.
Ai campionati europei giovanili di tuffi 2023 di Fiume, nella categoria A vince la medaglia d'oro nel trampolino 1 metro e 3 metri, oltre che l'argento nel sincro 3 metri.

### Nazionale
Ai Campionati europei 2022 di Roma si piazza al decimo posto nella finale dal trampolino 3 metri.
Ai  Campionati mondiali 2025 di Singapore si piazza al decimo posto nel trampolino 3 metri e al quinto nel sincro 3 metri con la compagna Chiara Pellacani.

## Palmarès
- Mondiali giovanili

Kiev 2021, categoria B: argento nel trampolino 1m, bronzo nel trampolino 3m e bronzo nel sincro 3m.
- Europei giovanili

Fiume 2021, categoria B: oro nel trampolino 1m e nel trampolino 3m, argento nel sincro 3m.
Otopeni 2022, categoria A: oro nella prova a squadre "Jump Event", argento nel trampolino 3m e bronzo nel trampolino 1m.
Fiume 2023, categoria A: oro nel trampolino 1m e nel trampolino 3m, argento nel sincro 3m.